# Xã Collier, Quận Greene, Arkansas
Xã Collier (tiếng Anh: Collier Township) là một xã thuộc quận Greene, tiểu bang Arkansas, Hoa Kỳ. Năm 2010, dân số của xã này là 377 người.